# Calixthe Beyala
Calixthe Beyala (Duala, 1961) es una activista social y escritora camerunesa residente en Francia, galardonada por su activismo, su faceta como escritora se ha visto empañada por acusaciones de plagio y disputas judiciales.

## Biografía
Calixthe Beyala es originaria de una familia de Camerún, donde pasó su infancia. Sus padres estaban separados, y su hermana mayor la crio y sufragó sus estudios. Con diecisiete años se fue becada a Francia, donde aprobó el «baccalauréat». Se casó con Patrice Zoonekynd, con quien se instaló en Málaga, donde residió seis años y estudió Gestión. Regresó a Francia donde estudió Letras, divorciada tiene dos hijos: Edwy y Lou-Cosima con los que reside en París. 

### Carrera literaria y disputas judiciales
Comenzó a publicar obras en 1987. En 1995, Le Canard enchaîné afirmó que la escritora había plagiado la novela The Diamond Bikini de Charles Williams. Poco después, Pierre Assouline, de la revista Lire, identificó similitudes en una treintena de pasajes de cuatro autores diferentes. Sus textos son sospechosos de tener similitudes con los de Ben Okri, Paule Constant, Charles Williams y Alice Walker entre otros. Según le Monde, Calixthe Beyala se defendió en noviembre de 1996 de las acusaciones de Pierre Assouline, declarándose víctima de «persecución» y de «odio racial» de los «periodistas de izquierda»». Acusó además a Ben Okri de haber plagiado su primera novela después de que el traductor al alemán de este encontrara coincidencias asombrosas entre las dos novelas.
En mayo de 1996, el tribunal de grande instance de Paris juzgó que su novela Le Petit Prince de Belleville es una « falsificación parcial » de una novela de Howard Buten, When I Was Five I Killed Myself. Calixthe Beyala no apeló.
Según Hélène Maurel-Indart, Calixthe Beyala habría plagiado igualmente La Vie devant soi de Romain Gary (Goncourt 1975). Además, según una entrevista de la periodista Catherine Argand para la revista Lire, la escritora Paule Constant declaró: « no es la única que me ha plagiado ».
Debido a estos altercados y similitudes, el sitio web Télérama la calificó en julio de 2008 de «reincidente cleptómana literaria».
Calixthe Beyala acusó a Michel Drucker del que dice fue su instructora sin que le pagara por su contribución en un libro del presentador. En primera instancia, en junio de 2009 perdió el proceso, pero en enero de 2011, Michel Drucker fue condenado a pagarle 40.000 euros.

### Activismo social
Calixthe Beyala critica la infrarrepresentación de las minorías visibles en los medios audiovisuales franceses, es la fundadora y  portavoz de la asociación Collectif Égalité (Colectivo Igualdad), fundada en diciembre de 1998, de la que son miembros también el humorista Dieudonné, el cantante Manu Dibango y Luc Saint-Éloy. En 1998, puso una queja contra los medios franceses y el gobierno por la ausencia de negros en televisión que llevó a una serie de marchas hasta que el gobierno los atendió en octubre de 1999, con el presidente de la CSA de entonces, Hervé Bourges. En 2000, subió con Luc Saint-Éloy al escenario de los Premios César para reivindicar una mayor presencia de las minorías en las pantallas francesas, y además para rendir homenaje a la actriz Darling Légitimus, fallecida en diciembre de 1999, que los organizadores del evento no habían citado en su homenaje de actores desaparecidos el año anterior. 
Se implica además en la lucha contra el sida y la promoción de la Francofonía y es miembro de la Coordination française pour la Décennie de la culture de non-violence et de paix (Coordinación francesa por el Decenio de la cultura, de no violencia y de paz), su acción como activista fue recompensada con el premio de la Acción comunitaria en 2000 y el premio Génova 2002.
El 22 de febrero de 2005, intervino en  Le Monde para refutar toda « jerarquía en el sufrimiento », hacer un llamado para el diálogo entre negros y judíos y condenar las posiciones de Dieudonné. Dans le Figaro du 12 décembre 2007 en el programa Revu et Corrigé de France 5, se distinguió por congratularse de la visita de Muamar el Gadafi en Francia, y de sus acciones como dirigente libio y africano. 
En enero de 2011, apoyó a Laurent Gbagbo que había sido declarado perdedor de las elecciones de Costa de Marfil de 2010  por las Naciones Unidas.

## Obra
- C'est le soleil qui m'a brûlée, París, Stock, 1987, 174 p.
- Tu t'appelleras Tanga, París, Stock, 1988, 202 p.
- Seul le Diable le savait, París, Pré au Clercs, 1990, 281 p.
- La Négresse rousse, París, J'ai lu, 1995.
- Le Petit Prince de Belleville, París, Albin Michel, 1992, 262 p.
- Maman a un amant, París, Albin Michel, 1993, 352 p. Gran Premio Literario del África Negra ;
- Asséze l'Africaine, París, Albin Michel, 1994, 352 p. Premio François Mauriac de la academia francesa; Premio Tropique.
- Lettre d'une africaine à ses sœurs occidentales, París, Spengler, 1995, 160 p.
- Les Honneurs perdus, París, Albin Michel, 1996, Gran Premio de Novela de la Academia Francesa
- La Petite Fille du réverbère, París, Albin Michel, 1998, 412 p. Gran premio de Unicef ;
- Amours sauvages, París, Albin Michel, 1999, 251 p.
- Lettre d'une Afro-française à ses compatriotes, París, Mango, 2000, 96 p.
- Comment cuisiner son mari à l'africaine, París, Albin Michel, 2000, 170 p.
- Les Arbres en parlent encore…, París, Albin Michel, 2002, 412 p.
- Femme nue, femme noire, París, Albin Michel, 2003, 230 p.
- La Plantation, París, Albin Michel 2005, 464 p.
- L'Homme qui m'offrait le ciel, París, Albin Michel, 2007.
- Le Roman de Pauline, París, Albin Michel, 2009.
- Les lions indomptables, París, Albin Michel, 2010.